# UTV Ignition Games
Ignition Entertainment Limited fazendo negócios como UTV Ignition Games, foi uma publicadora de video games formada em abril de 2002.

## História
A UTV Ignition Games originou-se como uma editora de videogames britânica em setembro de 2001 chamada Valecombe Limited, que estava localizada em Waltham Abbey. A empresa foi renomeada Ignition Entertainment em 30 de março de 2002. Ela foi criada a partir de uma seleção de desenvolvedores de videogames e editores menores, como a Awesome Studios de Archer MacLean. Em 2007, a empresa foi adquirida pela UTV Software Communications e abriu dois novos ramos: Ignition Tóquio no Japão e Ignition Florida, nos Estados Unidos.
Focada na produção de jogos para PlayStation Portable e Nintendo DS, a empresa produziu uma seleção de títulos de orçamento para Game Boy Advance: Pool Paradise de Awesome Studios, bem como o jogo para Nintendo DS Zoo Keeper. A empresa também publicou a programação completa  SNK na Europa, que inclui a série 'Metal Slug, Samurai Shodown series, bem como a série The King of Fighters. Em 2005, a empresa teve vários jogos planejados, incluindo Mercury , The King of Fighters Neowave e Pool Paradise International. A empresa adquiriu os direitos sobre o jogo de role-playing tático Spectral Force Genesis. O jogo foi lançado ainda nesse ano na América do Norte e na Europa.
Em 20 de abril de 2007, a empresa anunciou a conclusão de sua aquisição por UTV Software Communications, um conglomerado de mídia baseado em Índia. Em 17 de dezembro de 2007, anunciaram ainda a abertura de dois estúdios de desenvolvimento - Ignition Florida e Ignition Tokyo. Ambos os estúdios estavam trabalhando em propriedade intelectual proprietária para plataformas de próxima geração. O estúdio de Tóquio, composto por ex-membros de Clover Studios e Capcom, trabalhou no jogo El Shaddai: Ascension of the Metatron. Em 21 de abril de 2009, a Ignition anunciou que publicariam Muramasa: The Demon Blade  para o Wii na América do Norte.
Em 22 de outubro, eles anunciaram que publicariam  Arc Rise Fantasia . Ignition Entertainment também publicou  The King of Fighters XII  na América do Norte e Europa para Xbox 360 e PlayStation 3 durante o Verão de 2009.
Em 2 de novembro de 2010, fontes da UTV confirmaram o encerramento do estúdio baseado na Flórida. Os funcionários receberam oportunidades para se mudar para o Texas ou encontrar outro trabalho. Este anúncio seguiu as alegações generalizadas de assédio sexual por uma vez o chefe Paul Steed e a má administração dos fundos da empresa. O título que eles estavam produzindo, Reich, completou 2 dos 9 níveis principais custando cerca de 23 milhões de dólares. Apesar dos principais contratempos, o escritório de Londres continuará em um escopo mais limitado. As imagens vazadas de  Reich  foram carregadas para YouTube em novembro de 2010 por uma fonte desconhecida.

## Ludografia
PC
- Blacklight: Tango Down
- Reich
- ObsCure: The Aftermath

PlayStation 2
- ObsCure: The Aftermath
- Mercury Meltdown Remix

Xbox 360
- Deadly Premonition
- The King of Fighters XII
- Blacklight: Tango Down (XBLA)
- El Shaddai: Ascension of the Metatron
- Reich

PlayStation 3
- The King of Fighters XII
- Blacklight: Tango Down (PSN)
- El Shaddai: Ascension of the Metatron
- Reich

Wii
- Muramasa: The Demon Blade
- Arc Rise Fantasia
- Mercury Meltdown Revolution
- Metal Slug Anthology
- ObsCure: The Aftermath

PSP
- Archer Maclean's Mercury
- Mercury Meltdown

Nintendo DS
- Blue Dragon Plus
- Boing! Docomodake DS
- Lux-Pain
- Metal Slug 7
- Nostalgia
- New Zealand Story Revolution
- Spectral Force Genesis
- Teenage Zombies: Invasion of the Alien Brain Thingys!
- Tornado
- Zoo Keeper

Nintendo 3DS
- Fractured Soul: Deep Void
- Planet Crashers 3D

1. ↑  «Ignition Nabs Muramasa». IGN. 21 de abril de 2009. Consultado em 21 de julho de 2009. Arquivado do original em 24 de abril de 2009
2. ↑  «Ignition closes US Studio». Develop-Online.net. Consultado em 14 de novembro de 2010